# Maio

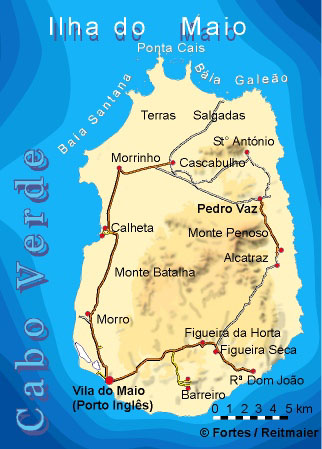
Mapa wyspy

Maio (kreol. Dja r’ Mai) – wyspa należąca do archipelagu Wysp Podwietrznych, które wchodzą w skład Wysp Zielonego Przylądka. Leży na południe od wyspy Boa Vista i na wschód od Santiago. Maio znane jest ze swych rozległych lasów, które są rzadkością na Wyspach Zielonego Przylądka.

## Geografia
Wyspa zajmuje obszar 269 km². Najwyższa góra ma 436 m i znajduje się na wschodnim wybrzeżu, w górzystym regionie zwanym Monte Penoso. Terra Salgadas na krańcu północnym jest równiną pokrytą solą. Najdalej wysuniętym na północ punktem jest Ponta Cais. Północne zatoki stanowią Galeão i Santana. Głównym miastem wyspy jest Vila do Maio, znane również jako Porto Ingles, w którego pobliżu znajduje się lotnisko.

### Osady
| - Alcatraz - Barreiro - Calheta - Figueira da Horta - Figueira Seco - João | - Lagoa - Monte Branco - Morro - Morrinho - Pedro Vaz na wschodnim wybrzeżu Maio - Pedro Vaz w pobliżu Galeão | - Pilão Cão - Porto Cais - Praia Gonçalo - Ribeira Dom Joao - Santo Antônio - Vila do Maio (dawniej Porto Ingles; ludność: 1 561) |

## Historia
Wyspa Maio została odkryta 1 maja 1460 i od tego otrzymała swoją nazwę.

## Ludność
Liczba ludności na wyspie wynosi 5 435, a gęstość zaludnienia 20,2/km².

## Gospodarka
Gospodarka wyspy rozwija się wokół zbierania soli, drobnego rolnictwa i wypasu, lecz żadna z tych działalności nie jest dochodowa.

## Podział administracyjny
Cała wyspa należy do jednostki samorządowej Maio.

### Gminy
Jednostka samorządowa składa się z tylko jednej gminy:
- Nossa Senhora da Luz.

## Inne
Maio posiada kilka szkół (colegio), szkołę wyższą, kościoły, plaże obejmujące Galeão i Santana, hotele, port i plac.